# فيليب إل. وايت
فيليب إل. وايت (بالإنجليزية: Philip L. White)‏ هو مؤرخ أمريكي، ولد في 31 يوليو 1923، وتوفي في 15 أكتوبر 2009.